# 神子上恵竜
神子上 恵竜（神子上惠龍、みこがみ えりゅう、1902年7月9日 - 1989年1月4日）は、日本の仏教学者。浄土真宗の僧侶。

## 経歴
兵庫県東保福専寺・神子上憲了の子。1926年龍谷大学卒業。1961年「他力廻向思想の研究」で龍谷大学より文学博士の学位を取得。龍谷大学教授、1963年奈良大学教授、名誉教授。浄土真宗勧学。子は神子上恵群（1936-　、2003-07年龍谷大学学長）。

## 著書
- 『眞宗概説』顕道書院 1935
- 『眞宗の祈禱觀』興教書院 1941
- 『教行信証概觀』明治書院 1943
- 『弥陀身土思想展開史論』永田文昌堂 1951
- 『真宗学の根本問題』永田文昌堂 1962
- 『歎異抄の味わいと扱い方』百華苑 1962
- 『真宗の人間形成』永田文昌堂 五柳叢書 1965
- 『現代人の真宗概論 神子上恵竜集』教育新潮社 現代真宗名講話全集 1968
- 『真宗教学の研究』永田文昌堂 1972
- 『正信偈の話』本願寺出版社 1979
- 『歎異抄講義』永田文昌堂 1979

### 共著編纂
- 神子上憲了『現代説教の眞髄』編 顕道書院 1929
- 『眞俗二諦觀』編 顕道書院 1935
- 『蓮如上人の生涯と思想』宮崎円遵共著 永田文昌堂 1948
- 『福専寺説教集』編 百華苑 真宗名説選書 1958
- 神子上憲了『領解文説教』編 永田文昌堂 1958

## 論文
- Cinii